# Kemps Mill (Maryland)
Kemps Mill es un lugar designado por el censo ubicado en el condado de Washington en el estado estadounidense de Maryland. En el Censo de 2010 tenía una población de 126 habitantes y una densidad poblacional de 188,56 personas por km².

## Geografía
Kemps Mill se encuentra ubicado en las coordenadas 39°37′37″N 77°48′50″O / 39.62694, -77.81389. Según la Oficina del Censo de los Estados Unidos, Kemps Mill tiene una superficie total de 0.67 km², de la cual 0.67 km² corresponden a tierra firme y (0%) 0 km² es agua.

## Demografía
Según el censo de 2010, había 126 personas residiendo en Kemps Mill. La densidad de población era de 188,56 hab./km². De los 126 habitantes, Kemps Mill estaba compuesto por el 97.62% blancos, el 0.79% eran afroamericanos, el 0% eran amerindios, el 0% eran asiáticos, el 0% eran isleños del Pacífico, el 0% eran de otras razas y el 1.59% pertenecían a dos o más razas. Del total de la población el 5.56% eran hispanos o latinos de cualquier raza.